# فلورنس أوزور
فلورنس أوزور (بالإنجليزية: Florence Ozor)‏ (مواليد 1980) ناشطة حقوق المرأة وسيدة أعمال من نيجيريا، وهي إحدى قائدات حركة اختطاف تشيبوك. وقد سمّيت «بالنسوية الحازمة».

## نشأتها
ولدت فلورنس أوزور عام 1980، في لاغوس، نيجيريا، وهي الوسطى بين خمس بنات. درست التاريخ والعلاقات الدولية، إضافة إلى دورات في القيادة في لاغوس وهارفارد وسنغافورة.

## المهنة
عملت أوزور في مجالات الموضة والصناعة والإعلان والعلاقات العامة، واستقرت على الاتصالات التشاركية والعلاقات الحكومية حوالي عام 2010.
عام 2014، أمضت أوزور عدّة أسابيع في واشنطن العاصمة، واحدة من 23 امرأة مشاركة في البرنامج العالمي لتوجيه المرأة التابع لوزارة الخارجية الأمريكية. وكجزء من هذا النشاط، قامت بجولة على مستوى ولاية كولورادو الأمريكية وسلّطت الضوء على محنة الفتيات المفقودات، قائلةً أن ثمة خطر من أن ينساهنّ العالم.
عام 2014، حضرت أوزور مؤتمر المرأة القيادية الذي عقد في منتجع ومركز إنتوسي في أوغندا، حيث حثّت جميع الحضور على التقاط صورة خلف لافتة «أعيدو بناتنا»، وتحدث إلى نيوزويك عن الأمر.
كانت أوزور إحدى موقّعَين على بيان صحفي صدر في تشرين الأول (أكتوبر) 2017 حول اختطاف تشيبوك، حيث وقعت بعبارة «سيدي الرئيس، الوقت المناسب للتصرّف هو الآن»، وذكرت أن اليوم (يوم التوقيع) هو اليوم 1277 ولا تزال 113 فتاة في الأسر.
أسست أوزور «مؤسسة فلورنس أوزور» وهي منظمة دفاعية غير حكومية وغير ربحية تركّز على القيادة وتمكين النساء والفتيات في نيجيريا.
كانت أوزور متحدثة في مؤتمر «التمكين السياسي للمرأة في أفريقيا وأوروبا» الذي عقد في إقليم بروكسل العاصمة في أيلول (سبتمبر) 2017، وقد نظّمه المنتدى التقدمي العالمي وPES Women كنشاط في أسبوع أفريقيا لعام 2017.

## وصلات خارجية
- Florence Ozor Foundation